# Биол (Савоја)
Биол (фр. Biolle) насеље је и општина у источној Француској у региону Рона-Алпи, у департману Савоја која припада префектури Шамбери.
По подацима из 2011. године у општини је живело 2.200 становника, а густина насељености је износила 168,71 становника/km². Општина се простире на површини од 13,04 km². Налази се на средњој надморској висини од 880 метара (максималној 849 m, а минималној 300 m).

## Демографија
| 1962. | 1968. | 1975. | 1982. | 1990. | 1999. | 2011. |
| ----- | ----- | ----- | ----- | ----- | ----- | ----- |
| 764   | 812   | 861   | 1.074 | 1.353 | 1.760 | 2.200 |

График промене броја становника у току последњих година